# Basileios 1.
Basileios 1. (811 - 886) var byzantinsk kejser i årene 866–886 som grundlagde det makedonske dynasti.
Basileios kom fra en armenisk bondefamilie, som var bosat i Macedonia, blev ved bulgarfyrsten Krums invasion i 813 bortført til fangenskab. Basileios undslap imidlertid, og lykkedes med at komme i tjeneste hos kejser Mikael 3. og blev til sidst dennes overhofmester og overkammerherre. Efter mordet på Mikael blev Basileios kejser og grundlagde det makedonske dynasti, der regerede indtil 1025.